# Ídolo de Garrovillas
El ídolo de Garrovillas de Alconetar, también del dolmen de Garrovillas de Alconetar o de Guadancil, es un ídolo-placa del calcolítico, atropomorfo y oculado, hallado en el dolmen de Garrovillas, en Garrovillas de Alconétar (Cáceres, España) que se encuentra en el Museo Arqueológico Nacional de España.

## Procedencia
El ídolo proviene del sepulcro denominado «Guadancil 1», que se sitúa dentro de una necrópolis amplia conocida como Eras del Garrote o Vegas  del Guadancil (Leisner y Leisner) o simplemente Guadancil. El conjunto estaba situado en un vado del Tajo, siendo una de las necrópolis megalíticas más extensas de la península ibérica, con casi veinte elementos.

## Características
El ídolo tiene forma de una placa plana de piedra aproximadamente rectangular de  una tamaño de 16,30 x 7,90 cm y un grosor de 1,40 cm. En el anverso se puede distinguir un rostro formado por dos perforaciones que forman los ojos, cejas y una nariz formada por un ahondamiento de lo que representa las cuencas de los ojos y las mejillas. Las líneas en lo que deberían ser las mejillas se han interpretado como tatuajes faciales. Debajo se distinguen dos brazos y lo que se ha interpretado como el triángulo púbico. El reveso tiene líneas en forma de zig-zag, que posiblemente podrían representar un peinado.

## Historiografía
El ídolo ha sido publicado desde principios del siglo XX por numerosos autores nacionales y extranjeros, como J. Leite de Vasconcelos (1906a), L. Siret (1913), E. Frankowski (1920), M. Ebert (1927-1928), A. Castillo Yurrita (1928), P. Bosch Gimpera (1932) o P. París (1936). La pieza se expuso en la Exposición Universal de París de 1878 y en la Exposición Universal de Barcelona de 1929, en la muestra monográfica de «El Arte en España». Actualmente se encuentra en el Museo Arqueológico Nacional de España, dentro de la colección Sande. Ídolos similares, incluso posiblemente del mismo taller, se han ido encontrando a lo largo de los siglos XX y XXI en Portugal y en las cuencas del Tajo y el Guadiana cercanas a Extremadura.